# Qiulu, Zhejiang
Qiulu (kinesiska: 秋炉乡) är en sockenhuvudort i Kina. Den ligger i provinsen Zhejiang, i den östra delen av landet, omkring 290 kilometer söder om provinshuvudstaden Hangzhou. Antalet invånare är 1 246. Befolkningen består av 581 kvinnor och 665 män. Barn under 15 år utgör 9,0 %, vuxna 15-64 år 66 %, och äldre över 65 år 24,0 %.
Runt Qiulu är det ganska tätbefolkat, med 90 invånare per kvadratkilometer. Närmaste större samhälle är Shawan, 18,3 km nordost om Qiulu. I omgivningarna runt Qiulu växer i huvudsak blandskog.
Genomsnittlig årsnederbörd är 2 342 millimeter. Den regnigaste månaden är juni, med i genomsnitt 422 mm nederbörd, och den torraste är oktober, med 61 mm nederbörd.